# 楊縉 (弘治舉人)
楊縉（15世紀—16世紀），字朝儀，江西廣信府貴溪縣人，明朝政治人物。

## 生平
楊縉是弘治五年（1492年）江西鄉試舉人，授淳安知縣，有清廉聲譽，當時劉瑾專權，有人向他求向劉瑾賄賂被拒絕，因而被貶黜，淳安人民立碑思念他。之後他在正德八年（1513年）獲起用為歸化知縣，遇上山寇橫行，縣未設城令人民逃竄，他向上級請求建築城池，縣民賴以安寧，他去世後，費宏為他寫下墓誌銘。
兒子楊育秀，是嘉靖五年進士。

## 引用
1. 1 2  同治《貴溪縣志·卷八·人物》：楊縉，字朝儀，宏治壬子鄉薦，為淳安令清廉有聲，時逆瑾用事，監司有恃瑾而貪者欲首薦之，使人求賂勿與竟誣黜，淳民立碑思之。後起令歸化，適山寇竊發，邑無城民輒逃竄，縉請於上官為築城鑿池，民賴以安，及卒，費文憲宏誌其墓。子育秀，嘉靖丙戌進士，官文選郎，有才名。 《閘幽錄序》，築城事尚臆度，茲據《福建名宦志》補纂舊志
2. ↑  四庫全書《福建通志·卷三十二·名宦四》：楊縉 貴溪人，舉人，正德八年令歸化，時山寇竊發，邑無城民逃竄山谷間，縉請於大吏築城鑿池，民賴以安。